# Championnats d'Europe de tennis de table 1984
Navigation
Édition précédente Édition suivante
Les championnats d'Europe de tennis de table 1984, quatorzième édition des championnats d'Europe de tennis de table, ont lieu du 14 au 22 avril 1984 à Moscou, en Union soviétique.
Le titre messieurs est remporté par le suédois Ulf Bengtsson.